# Rhinoptilus
A Rhinoptilus a madarak osztályának lilealakúak (Charadriiformes) rendjébe és a székicsérfélék (Glareolidae) családjába tartozó nem.

## Rendszerezésük
A nemet Hugh Edwin Strickland angol ornitológus írta le 1852-ben, az alábbi 4 faj tartozik:
- kétörves futómadár (Rhinoptilus africanus)
- galléros futómadár (Rhinoptilus cinctus)
- vöröslábú futómadár (Rhinoptilus chalcopterus)
- csíkosfejű futómadár (Rhinoptilus bitorquatus)

## Előfordulásuk
Három faj Afrikában, a Szahara alatti területeken, egy Dél-Ázsiában honos. Természetes élőhelyeik a szubtrópusi és trópusi sivatagok, cserjések és szavannák. Állandó, nem vonuló fajok.

## Megjelenésük
Testhosszuk 24-29 centiméter közötti.

## Életmódjuk
A talajon keresgélik rovarokból álló táplálékukat.